# Angelika Grays
Angelika Grays est une actrice de films pornographiques et un mannequin de  charme ukrainienne.

## Biographie
Angelika Grays est née le 22 février 1992 à Kiev, Ukraine.

## Carrière
Grays commence sa carrière dans la pornographie au début de l'année 2017. Elle est âgée de 25 ans et tourne ses premiers films avec des studios européens,. Après avoir gagné suffisamment d'argent, elle émigre en Californie où elle poursuit sa carrière.
L'actrice a travaillé pour divers studios européens et américains comme Marc Dorcel, Private, Teen Mega World, 21Sextury, Blacked, Evil Angel, Digital Sin, Nubiles, Tushy, Vixen, Girlfriends Films, Reality Kings et Babes, entre autres
Grays reçoit sa première nomination de « Meilleure Nouvelle Étoile » lors de la cérémonie  XBIZ Europa Award de 2019 pour son interprétation d'une scène de sexe lesbien aux côtés de  Amirah Adara, Red Fox et Tiffany Tatum dans la production Bad Girls 1: Lesbian Addiction.
En 2020, elle est nommée Actrice étrangère émergente de l'année (es) et obtient deux nouvelles nominations : celle d'actrice de l'année et celle de la meilleure interprétation d'une scène de saphisme pour Bad Girls 2: Lesbian Desires, conjointement à Alexis Crystal et Cléa Gaultier.

## Filmographie sélective
À la date du 14 mai 2021, Grays a interprété 90 films y compris les scénettes webcam publiées sur Internet et des compilations dont :
- À Tender Kiss[8]
- Beautifully Young 2[9],
- Erotic Awakening[10]
- Fantasstic DP 35[11]
- Hard Orgasm[12]
- Interracial Threesomes 9[13]
- Lesbian Sleepover[14]
- Rocco's True Stories 2[15].

Une filmographie plus complète est consultable ici

## Récompenses et distinctions honorifiques

### Nominations
2019
- XBIZ Europa Award Meilleure Nouvelle Starlette dans la Meilleure Scène de Saphisme pour Bad Girls 1: Lesbian Addiction (2018)[4][16]

2020
- AVN Award  Meilleure Nouvelle Actrice Étrangère de l'Année[1]
- XBIZ Europa Award Actrice de l'Année[1]
- XBIZ Europa Award Meilleure Scène de Saphisme pour Bad Girls 2: Lesbian Addiction (2019)[1]
- Spank Bank Awards Downward Doggystyle (Mouvement Descendant en Levrette)[1]
- Spank Bank Awards Most Luscious Labia (Lèvres des Plus Succulentes)[1]

2021
- AVN Award  Actrice Étrangère de l'Année[1]